# José Antonio Miranda
José Antonio Miranda Boacho, genannt Josete bzw. Josete Miranda, (* 22. Juli 1998 in Getafe) ist ein spanisch-äquatorialguineischer Fußballspieler auf der Position eines Mittelfeldspielers. Seit 2012 spielt er in der Jugendabteilung des spanischen Erstligisten FC Getafe und kommt seit 2015 in dessen B-Mannschaft mit Spielbetrieb in der spanischen Drittklassigkeit zum Einsatz.

## Vereinskarriere
José Antonio Miranda wurde am 22. Juli 1998 in der knapp vor der Hauptstadt Madrid liegenden Großstadt Getafe geboren, wo er auch aufwuchs und das Fußballspielen erlernte. In weiterer Folge kam er im Madrider Stadtbezirk Tetuán, in dem sich auch das Estadio Santiago Bernabéu befindet, zu seinem ersten Verein, von dem er wiederum über AD Unión Adarve im Jahre 2010 in die Nachwuchsabteilung von Real Madrid kam. Dort durchlief er bis 2012 diverse Jugendspielklassen und wechselte daraufhin in die Jugend des FC Getafe, einem weiteren spanischen Erstligisten. Von diesem Zeitpunkt an war er in verschiedenen Jugendmannschaften des Klubs im Einsatz und wurde von Pablo Franco Martín Ende Januar 2015 erstmals in die in der dritthöchsten spanischen Fußballliga spielenden B-Mannschaft des Vereins geholt. Dabei saß er bei einem 4:3-Heimsieg über UD Las Palmas Atlético, die Reservemannschaft von UD Las Palmas, erstmals uneingesetzt auf der Ersatzbank des Drittligisten. In weiterer Folge kam der 16-jährige Mittelfeldakteur am 8. Februar 2015 beim 2:0-Auswärtssieg über UB Conquense zu seinem Debüt, als er kurz vor Spielende in der 90. Minute für Mikel Orbegozo auf den Rasen kam. Für Josete blieb dieser der einzige Drittligaeinsatz in dieser Saison; mit der Mannschaft beendete er diese auf dem elften Rang und damit im Tabellenmittelfeld.
In der nachfolgenden Spielzeit 2015/16 verschlechterte sich die Mannschaft zunehmend. Nach 34 bisher absolvierten Runden rangiert die B-Mannschaft des FC Getafe auf dem 20. und damit letzten Tabellenplatz der Gruppe 2 der viergleisigen Segunda División B. Josete wurde dabei vom neuen Trainer Rubén de la Red in diversen Mittelfeldpositionen eingesetzt, wobei er abwechselnd als Links- und Rechtsaußen oder im offensiven Mittelfeld eingesetzt wurde. Die Positionen variierten zumeist von Spiel zu Spiel. Auch in dieser Saison konnte er sich noch nicht als Stammkraft hervortun, kam bei seinen bis dato (Stand: 19. April 2016) 22 Ligaauftritten nur ein einziges Mal über die vollen 90 Minuten zum Einsatz und erzielte in diesen 22 Partien zudem einen Treffer. Nachdem er Ende Februar 2016 seinen letzten Kurzeinsatz für die Reserve hatte, kam er seitdem wieder bevorzugt in der Jugend des Vereins zum Einsatz und stand seitdem nicht mehr im offiziellen Kader des FC Getafe B. Nach dem Abstieg der Mannschaft 2016 war er fester Bestandteil des Teams und konnte 2019 wieder in die Drittklassigkeit aufsteigen.

## Nationalmannschaftskarriere
Nachdem er am 25. März 2015 vom argentinischen Trainer Esteban Becker in die äquatorialguineische Fußballnationalmannschaft einberufen wurde, gab er am darauffolgenden Tag in einer 0:2-Niederlage im Freundschaftsspiel gegen Ägypten sein Debüt, als der 16-Jährige in der zweiten Spielhälfte von der Ersatzbank kam. Danach bestritt er für Äquatorialguinea zwei weitere freundschaftliche Länderspiele, ehe er von Becker in die Auswahl geholt wurde, die an der Qualifikation zur Afrikameisterschaft 2017 teilnimmt. Dort wurde er im Juni im Spiel gegen Benin und im September in der Begegnung mit dem Südsudan eingesetzt. Daraufhin folgte für ihn am 10. Oktober 2015 ein Freundschaftsspiel gegen den Kosovo, ehe er mit der Nationalmannschaft im November 2015 an der Qualifikation zur WM 2018 teilnahm. Dabei wurde er vom Argentinier mit armenisch-jüdischer Abstammung und deutschen Wurzeln in Hin- und Rückspiel gegen Marokko eingesetzt und schied dort mit einem Gesamtscore von 1:2 in der zweiten Qualifikationsrunde aus.